# Târlișua, Bistrița-Năsăud
Târlișua(in maghiară Felsőilosva, în trad. Ilșova de Sus) este satul de reședință al comunei cu același nume din județul Bistrița-Năsăud, Transilvania, România. Se află la poalele sud-vestice ale Munților Țibleșului, în partea vestică a Culmii Breaza. La recensământul din 2002 avea o populație de 1020 locuitori.

## Geografie

### Relieful
Formele de relief, caracterizate prin versanți abrupți și lunci înguste, sunt rezultatul unor procese de versant cauzate de factori geologici și meteorologici  de lungă durată care, mai ales în epoca modernă, au interacționat cu activități antropice agresive asupra vegetației lemnoase.
Multe din alunecările de teren mai vechi au fost reactivate de precipitațiile abundente din anii 1970, 1980, 2006 când s-au înregistrat mai multe inundați locale.
La Târlișua se disting alunecări în brazde lenticulare, alunecări în movile, monticule sau glimee, alunecări în trepte și alunecări conplexe. În aceași zonă s-a observat că în urma procesului de umectare profundă, au fost afectate straturile de rocă, gresie și marne, producându-se desprinderea unor volume importante de pământ, care au generat 
monticule. Sunt destul de păgubitoare și alunecările vălurite, active, de pe terenurile agricole din satele vecine: Oarzina, Cireși și Borleasa. Pentru protejarea terenurilor, așezărilor și a căilor de comunicație, se impune luarea unor masuri de împădurire cu 
esențe repede crescătoare, efectuarea unor lucrări de cleionaje, diguri de protecție și consolidări de maluri. Rleieful localității Târlișua are o structură verticală, în alcătuirea lui aflându-se trei 
zone: de luncă, piemontană și montană.
Muntele Tibleș care face parte din lanțul grupei vulcanice maramureșene, aflat în partea de nord a satului, constituie relieful major al hotarului. Cu cele trei vârfuri care domină orizontul, Acer, Tiblessi Bran, muntele se impune prin măreția măgurilor.
Dealurile flanchează cursul principalelor văi colectoare. Apare neintrerupt, șirul lor este fragmentat de văi debitoare, în general scurte, care drenează apele pluviale și izvoarele de pe clinurile lor.
Luncile sunt înguste, gresiile dure pe care le traversează împiedicând generarea unor profile evazate, așa încât contactul cu terasele se face,  cel mai adesea, cu panta abruptă, rar existând și treceri lente.
Unele văi au lunca dezvoltată sub formă de fâșie, cu lațime variabilă față de mijlocul apei. După ieșirea din Târlișua valea se lărgește, parazitată însă la confluența cu văile: Răcăteșu, Mihăleasa, Zâmbrița și Borleasa, de conurile de dejectie pe care acești debitori le 
depun.

### Hidrografia
Rețeaua hidrografică, formată exclusiv din ape curgătoare, aparține bazinului Someșul Mare. Principalul colector al rețelei este Valea Ilișua, râu cu debit oscilant dar cu regim de curgere permanent, format pe teritoriul satului Târlișua din confluența Vaii Izvorului cu Valea Lungă sau a Molișețului, văi cu obârșii în Munții Țibleșului. Majoritatea afluenților Agrieș, Răcăteș, Zâmbrița , Mihăleasa sunt încă subsecvența cu asimetrii pronunțate ale profilelor transversale, flancați de cueste. La baza cuestelor și a abrupturilor de natură litologică s-au format mici terase de galcisuri, utilizate agricol.
În deprsiunea Tărlișua cursul văii a fost rectificat și parțial îndiguit înlăturandu-se sinuozitățile prea pronunțate și despletirile. Acest fenomen apare mai pronunțat între Târlișua și Borleasa, imediat în amonte de confluența cu Zâmbrița care  depune un con de dejecție destul de dezvoltat. Aici Ilișua aluvionează mai intens pe o porțiune de 3-400 m, încadrând un ostrov bogat în vegetație hidrofilă lemnoasă și ierboasă. Câteva meandre se înregistrează în aval de Borleasa. În spațiul montan împădurit, sunt folosite doar izvoarele din lungul văilor Molișeț, Izvor și Strâmbulici. Pe  valea Izvor există o sursă de apă mineralizată de tip borviz din aureola  mofetică a Țibleșului, utilizată, însă, numai de localnici.

### Solurile
Formate, mai ales în partea superioară a bazinului hidrografic al văii Ilișua, într-un mediu preponderent forestier, prin procese de bioacumulare, caracterizate prin humificare activă a suprafeței organice, solurile sunt în mare parte, brune, brune acide, brune 
podzolice și podzolice.
Pe versanții cu declivitate mare și o structură geologică din stărturi argiloase în alternanță cu cele  nisipos-argiloase, se produc frecvente alunecări, rupturi și prabușiri care, amplificate de modul de folosire a terenurilor, au produs erodarea progresivă a solului care și-a pierdut nivelul de fertilitate și așa destul de scăzut. Pe lunci predomină 
solurile argilo-aluvionare, mezobazice.

## Clima
Influențată de configurația reliefului, de altitudine, înclinarea  pantelor și expoziția acestora, clima zonei este temperat-continentală. Media anuală a temperaturii este cuprinsă între 4-6 °C în parte nordică și 6-8 °C în cea sudică. Vânturile dominante sunt de obicei uscate  și vin din direcțiile est și nord-est.
Iarna începe în a doua jumătate a luni noiembrie și durează, în medie, pană în prima sau a doua decadă a lunii martie. Startul de zăpadă are, în medie 40-60 cm. Primăvara și toamna, aerul rece se acumulează în zonele joase ale spațiului, ceea ce produce o inversiune termică: mai rece jos decât sus.

## Flora și fauna
În Târlișua cele două tipuri de vegetație, lemnoasă și ierboasă, sunt bine reprezentate, structural și cantitativ.

#### Flora
Arealul ocupat de pădurile de conifere și foioase, componenta cea mai importantă a vegetației lemnoase depășeste 60٪ din suprafața acestuia.
Etajul coniferelor, prezent în dealurile piemontane și în Munții Țibleș, este reprezentat de molid, brad, pin și exemplare rare de larice. Mai jos, s-au dezvoltat păduri compacte de foioase formate, preponderent din fag montan, rar pot fi întâlnite exemplare de paltin de munte: jugastru, frasin, ulm, mesteacan, tei, gorun. La bordura 
pădurilor de foioase pot fi întalnite diferite specii de 
arbusti: alun, corn, măceș, păducel, salbă moale, spin porumbar, sânger, soc roșu.
În zona alpină cresc pâlcuri de jnepeni și afini, iar în tăieturi, zmeur. Malurile văilor sunt tivite, fragmentar și discontinuu, de arbori specifici zonelor umede: arin, plopul tremurator și răchita.
Intervenția factorului uman în zonele intens populate ale bazinului a adus modificari importante ale suprafețelor și structurii vegetației.
Vegetatia ierboasa: În etajul inferior cresc asociații ierboase de: horștii, tătăneasă, vulturică, iarba vulturului. În terenurile defrișate s-au format pajiști montane secundare, pe care cresc în 
asciații, graminee și leguminoase de mică valoare furajeră, în deosebit pe terenurile intens pașunate: iarba vântului, păiușul roșu, toposica, dar și firuța, trifoiul alb, trifoiu 
roșu, ghizdeiul. Este frecventă și leurda, salvia, vânărița, colțișor, plămănărița, murul.
În culturile agricole cresc numeroase buruieni: nemțișorul de 
câmp, neghina, mohorul, pălămida, costreiul, susaiul, volbura etc. Pe terenurile umede cresc plante hidrofile și mezohidrofile: rugina, rogozul, păiușul de lacuri umede, coada vulpii, pălămida. Există o bogată vegetație ierboasă cu calitați 
terapeutice, utilizată doar pe plan local.

#### Fauna
Hotarul așezării este populat de o faună bogată și diversă, reprezentată de mamifere: bursucul, căprioara, cerbul carpatin, dihorul, jderul, lupul, mistretul, pisica salbatică, râsul, ursul, veverita, vulpea. Păsări: alunarul, buha, ciocanitoare pestriță, cucul, mierla neagra, negroica, pițigoiul mare, pițigoiul de munte, sturzul cântător, uliul păsărar, vrabia, dar și rozătoare: șoareci, șobolani. Reptile: șerpi, șopârle, brotăcei, broaște. Nu lipsesc nici caprele negre, iar  în urma cu circa o jumatate de veac, pe cursul superior al văilor Izvor și Lunca, existau păstrăvi și vidre. Sunt ocrotite de lege: uliul șorecar, cucuveaua, corbul, bufnița, ursul, cerbul carpatin.

## Economie

#### Agricultura
Agricultura s-a practicat încă de la întemeierea satelor, pe suprafețe variabile în timp dar în conditii grele. În trecut (1750) se ara cu pluguri trase de 4-6 boi, iar fertilizarea cu gunoi de grajd, deși necesară. nu se făcea din cauza dificultății de a-l transporta. Se practica în schimb târlirea.
Nevoia de terenuri agricole, determinate în bună masură de sporul demografic, i-a silit pe oameni să despădurească versanții cu expunere sud-estică și declivitate mai puțin accentuate, folosind sapa de laz sau întreruperea activitații biologice a copacilor prin secuire sau înconjurare, respectiv jupuirea tunchiurilor de scoarță, pe o porțiune de cațiva centimetri de la bază, grăbind astfel uscarea copacilor.
Pe terenurile cu declivitate mare, unde folosirea plugului era dificilă, se lucra manual, cu sapa de laz. Urme ale acestuia mod de exploatare a pământului se mai văd înca pe Dealul Bisericii, Zapodie, Runc, Secătură, Dealul Costeții, Fața Agriesului s.a
Puțin productive și greu de lucrat, partea arabilă a hotarelor era cultivate cu porumb, grâu de primavară și ovăz.

#### Pădurăritul
Pădurea inestinabilă resursă economică, ocupă și astăzi peste 50٪ din suprafata așezării. Explicabil deci, de ce pădurăritul, a ocupat un însemnat numar de locuitori care, din păduri proprii, comunale sau nobiliare, exploatau lemnul pentru nevoi gospodărești sau pentru comercializare. Transport cu mare dificultate în târgurile apropiate dar, mai ales în satele din Câmpia Transilvaniei; lemnul era valorificat adesea prin schimb cu cereale.

#### Exploatarea forestieră
Din vremuri imemoriale, pădurile au fost de mare folos omului, timp îndelungat, multe din cele de trebuință gospodarilor, fiind făcute din lemn. Dificultățile legate de accesul la această importantă resursă și cele legate de transport, au amânat exploatarea în regim industrial și, pe cale de cosecință, valorificarea superioară a acestei avuții.
Spre sfârșitul secolului al XIX-lea, deși nevoia de lemn era în creștere, pădurea a fost împinsă pe culmi greu accesebile, pe malurile râpoase ale văilor și pe clinurile cu puțin soare ale dealurilor.
Exploatarea sistematică a pădurilor a început in jurul anului 1950, de către societatea româno-sovietică în condiții dificile, cu forță de muncă redusă și sezonieră și cu mijloace de muncă precare, până în 1955.
Dincolo de aspectele gospodărești și ecologice ale activității, cu cosecințe nefavorabile asupra regimului termic și pluvial, stabilității terenurilor și calității fondului cinegetic, exploatarea forestieră a avut și cosecințe pozitive: a fost construită o rețea de 
drumuri sporind nivelul de viață al locuitorilor. În prezent se ocupă de exploatarea și comercializarea lemnelor pentru foc și destinații industriale, patru societăți comerciale cu 19 angajați.

#### Creșterea animalelor
Locuri de pașunat și păduri bogate în jir fiind suficiente, creșterea animalelor - oi, capre, porci, bivoli, vaci, boi, cai, a fost nu doar o ocupație lesnicioasă ci și de mare folos.
În anul 1957 au fost înființate întovărășiri zootehnice, forme de organizare socialistă, premergătoare Cooperativelor Agricole de 
Producție. În anul 1977 a fost înființată Asociația Crescătorilor de Animale în care au fost cuprinse 890 de gospodării, din cele 995 care se ocupau cu agricultura.

#### Albinăritul
Albinăritul este o ocupație arhaică, practicată de locuitorii așezărilor de la izvoarele Ilișuei sub forma vânării familiilor sălbatice de albine, sau a creșterii domestice, după metode primitive sau moderne. Deși dispune de o bogată bază meliferă, apicultura este practicată și 
astăzi, exclusiv pentru nevoi casnice.

#### Vânatoarea
Existența unei bogate și variate faune cinegetice, a favorizat practicarea celei mai vechi ocupații umane: vânătoarea cu capcane sau arme de foc.

#### Scorțăritul
Până în 1918, scoarța de copac bine mărunțită, era întrebuințată la prepararea coloranților și la tăbăcit. În perioada interbelică s-a întrebuințat numai la tăbăcit. Se colecta scoarța de arin, goron, conuri de molid.

## Vezi și
- Biserica de lemn din Târlișua

## Atracții turistice
- Casa memorială "Liviu Rebreanu"
- Muzeu - colecție de păsări împăiate
- Munții Țibleșului
- Valea Iliușei

## Personalități
- Liviu Rebreanu (1885 - 1944), romancier, dramaturg și academician;
- Grigore Man (1941 - 2012), profesor, scriitor;
- Alexandru Nicula (1913 - 2015), preot greco-catolic, prelat papal.